# 柳町逸太
柳町 逸太（やなぎまち はやた、1996年6月17日 - ）は、日本の男子プロバレーボール選手である。

## 来歴
北海道岩見沢市出身。9歳のときに兄弟の影響でバレーボールを始める。
東海大学付属札幌高等学校から東海大学札幌キャンパスに進学。2017年にはヴォレアス北海道の前身のアイ・ディー・エフの選手として第7回全国6人制リーグ総合優勝大会に出場した。
2018年、V.LEAGUE DIVISION1(V1)に所属するFC東京の内定選手となった。
2019年、大学卒業後に、FC東京に入団。入団1シーズン目となる2019-20シーズン、V1リーグ戦デビューを果たした。
2022年6月、FC東京のチーム譲渡により誕生したプロクラブ・東京グレートベアーズに全体移籍。
2024年、北海道イエロースターズへの移籍が発表された。

## 所属チーム
- 東海大学付属札幌高等学校（2012-2015年）
- 東海大学札幌キャンパス（2015-2019年）
  - アイ・ディー・エフ（2017年）
- FC東京（2019-2022年）
- 東京グレートベアーズ（2022-2024年）
- 北海道イエロースターズ（2024年-）